# L'ufficiale prussiano
L'ufficiale prussiano è il racconto di David Herbert Lawrence che dà il titolo ad una delle prime raccolte di storie brevi dell'autore; è stato pubblicato per la prima volta nel 1914.

## Trama
La storia racconta le vicende di un capitano militare e del suo attendente di campo. Dopo aver sprecato l'intera sua giovinezza nel gioco d'azzardo, il capitano si è ritrovato abbandonato da tutti con solamente la propria carriera da seguire, pur avendo avuto un notevole numero di amanti durante la propria vita.
Il suo giovane attendente viene ad esser coinvolto in una relazione con una ragazza ed il capitano, sentendo un'acuta tensione sessuale nei confronti del sottoposto, fa di tutto per impedirgli d'impegnarsi seriamente nel rapporto. Ciò porta un poco alla volta il capitano ad abusare del proprio potere, ferendo il giovane e lasciandogli così grandi lividi dolorosi sulle cosce che gl'impediscono di camminare speditamente.
Rimanendo isolati all'interno di un bosco durante una serie di manovre militari, l'attendente cerca di vendicarsi sul capitano attentando alla sua vita; ma si ritrova in stato confusionale a causa, apparentemente, sia del dolore che gli procurano le ferite ancora aperte sia della sete. Alla fine l'inserviente crolla e muore poco dopo esser stato ricoverato in ospedale: era stato ritrovato nel bosco giacente a fianco del cadavere del capitano.